# Brama (kulle i Antarktis)
Brama är en kulle i Antarktis. Den ligger i Sydshetlandsöarna. Argentina, Chile och Storbritannien gör anspråk på området. Toppen på Brama är 200 meter över havet.
Terrängen runt Brama är kuperad åt nordväst, men österut är den platt. Havet är nära Brama åt sydost. Trakten är glest befolkad. Närmaste befolkade plats är Commandante Ferraz Station, 14,4 kilometer norr om Brama. 